# Nate Dogg
Nate Dogg, nome artístico de Nathaniel Dwayne Hale (Long Beach, 19 de agosto de 1969 – Long Beach, 15 de março de 2011), foi um cantor, compositor, rapper e ator americano. Começou a cantar na igreja New Hope Trinity Baptist Church Choir, em Long Beach, Califórnia, onde seu pai, Daniel Lee Hale, era pastor. Aos dezesseis anos deixou a escola em Long Beach, Califórnia, para servir a Marinha dos Estados Unidos, onde esteve por três anos.

## História
Nate Dogg, nome artístico Nathaniel Dwayne Hale nasceu em Long Beach, Califórnia, EUA, dia 19 de agosto de 1969. Filho de um pastor evangélico e de uma ministra da igreja de seu pai, Nate gostava de música, no entanto pensou no que seria no futuro: Cantor gospel. 
Começou a cantar na igreja New Hope Trinity Baptist Church Choir, em Long Beach, Califórnia, onde seu pai, Daniel Lee Hale, era pastor. Aos dezesseis anos deixou a escola em Long Beach, Califórnia, para servir a Marinha dos Estados Unidos, onde serviu por três anos.
Entrou no gangsta rap em 1990, quando seu primo também entrou. Permaneceu de 1990 até 2011, ano de sua morte.
De fato, Nate Dogg sabia como deixar uma música boa, a maioria das músicas da Costa Oeste dos Estados Unidos têm uma participação dele, deixando-as especiais, tendo grandes participações em músicas de Dr. Dre, Eminem, Snoop Dogg, Nate teve uma grande influência da música gospel, começou a cantar no coral da igreja onde seu pai era pastor.
Nate Dogg era primo do rapper Snoop Dogg. Nos anos 90 começa a trabalhar com Warren G, o que resultou no tema "Regulate" de Warren G com a colaboração de Nate, resta dizer que este tema atingiu rapidamente o sucesso e os tops.
Contudo, a sua estreia solo aconteceu apenas em 1998 com o lançamento do álbum G-Funk Classics, Vols. 1 & 2.
Depois veio o álbum Music and Me de 2001, que teve grandes sucessos como: "I Got Love" e "Music And Me".
Em 2003, lançou o álbum Nate Dogg.
Em 2009, Nate Dogg, Warren G e Snoop Dogg, como 213, realizaram um álbum ao vivo pela Black Dragon Entertainment (213 - Live in Las Vegas).
Foi feito o álbum póstumo Nate Dogg: It's A Wonderful Life, que foi lançado na metade de 2014 e que tem participações de rappers de como Dr. Dre, Snoop Dogg, Eminem, , Redman e Obie Trice, assim como da cantora Rihanna.

### Primeiro derrame cerebral
Nate Dogg sofreu seu primeiro AVC no dia 19 de dezembro de 2007, após sofrer um acidente de carro em Long Beach, que o deixou inconsciente. 
Ele foi libertado do hospital em 26 de dezembro e foi internado em uma instalação de reabilitação médica para ajudá-lo em sua recuperação.
Em 18 de janeiro de 2008, foi informado oficialmente de que o acidente vascular cerebral havia deixado o lado esquerdo do corpo paralisado. Os médicos acreditavam que haveria uma recuperação completa, e sua voz não foi afetada.

### Segundo derrame cerebral
Em 19 de setembro de 2008, Nate Dogg sofreu seu segundo acidente vascular cerebral. Foi socorrido pro hospital Long Beach Memorial Medical Center, onde ficou menos de um mês.

## Morte
Nate Dogg morreu no dia 15 de março de 2011, aos 41 anos, em Long Beach, na Califórnia, devido a complicações dos seus múltiplos derrames cerebrais.
Nate Dogg foi enterrado no dia 26 de março de 2011, no Forest Lawn Memorial Park, localizado em Long Beach, Califórnia.

## Discografia

### Álbuns
- 1998 - G-Funk Classics, Vols. 1 & 2 (Duplo)
- 2001 - Music and Me
- 2003 - Nate Dogg
- 2014 - Nate Dogg: It's A Wonderful Life

### Com 213
- 2004 - The Hard Way
- 2009 - 213 - Live in Las Vegas

### Singles
| Ano  | Música                                                             | Hot 100 | U.S. R&B | U.S. Rap | UK Singles | Álbum                                             |
| ---- | ------------------------------------------------------------------ | ------- | -------- | -------- | ---------- | ------------------------------------------------- |
| 1994 | "How Long Will They Mourn Me?" (Thug Life featuring Nate Dogg)     | -       | -        | -        | -          | Thug Life, Vol. 1                                 |
| 1994 | "Regulate" (Warren G feat. Nate Dogg)                              | 2       | 7        | 5        | 5          | Regulate...G Funk Era                             |
| 1997 | "Never Leave Me Alone" (feat. Snoop Dogg)                          | -       | -        | -        | -          | G-Funk Classics, Vol. 1: Ghetto Preacher          |
| 1997 | "These Days" (feat. Daz Dillinger)                                 | -       | -        | -        | -          | G-Funk Classics, Vol. 1: Ghetto Preacher          |
| 1998 | "Nobody Does It Better" (feat. Warren G)                           | -       | -        | -        | -          | G-Funk Classics, Vols. 1 & 2                      |
| 2000 | "The Next Episode" (Dr. Dre feat. Snoop Dogg, Nate Dogg, & Kurupt) | 23      | 11       | 9        | 3          | 2001                                              |
| 2000 | "Nah Nah" (E-40 feat. Nate Dogg)                                   | -       | 61       | -        | -          | Loyalty & Betrayal                                |
| 2000 | "Oh No" (Mos Def feat. Pharaohe Monch & Nate Dogg)                 | 48      | 22       | 1        | 24         | Lyricist Lounge 2                                 |
| 2001 | "I Got Love"                                                       | -       | 45       | -        | -          | Music & Me                                        |
| 2001 | "Can't Deny It" (Fabolous feat. Nate Dogg)                         | 25      | 13       | 11       | -          | Ghetto Fabolous                                   |
| 2001 | "Ballin' Out of Control" (Jermaine Dupri feat. Nate Dogg)          | 95      | 42       | 14       | -          | Instructions                                      |
| 2001 | "Area Codes" (Ludacris feat. Nate Dogg)                            | 24      | 10       | 7        | 25         | Word of Mouf                                      |
| 2002 | "Multiply" (Xzibit feat. Nate Dogg)                                | -       | 40       | 23       | 39         | Man vs. Machine                                   |
| 2002 | "The Streets" (WC feat. Snoop Dogg & Nate Dogg)                    | 81      | -        | 20       | 48         | Ghetto Heismann                                   |
| 2003 | "My Name" (Xzibit feat.Eminem & Nate Dogg)                         | -       | 66       | -        | -          | Man vs. Machine                                   |
| 2003 | "Gangsta Nation" (Westside Connection feat. Nate Dogg)             | 33      | 22       | 9        | -          | Terrorist Threats                                 |
| 2003 | "21 Questions" (50 Cent feat. Nate Dogg)                           | 1       | 1        | 5        | 6          | Get Rich or Die Tryin'                            |
| 2004 | "The Set Up" (Obie Trice feat. Nate Dogg)                          | 73      | 39       | 29       | 32         | Cheers                                            |
| 2004 | "Need Me in Your Life" (Memphis Bleek feat. Nate Dogg)             | -       | -        | -        | -          | M.A.D.E.                                          |
| 2004 | "I Like That" (Houston feat. Chingy, Nate Dogg, & I-20)            | 11      | 14       | -        | 11         | It's Already Written                              |
| 2004 | "Time's Up" (Jadakiss feat. Nate Dogg)                             | 70      | 26       | 19       | -          | Kiss of Death                                     |
| 2004 | "Thugs Get Lonely Too" (Tupac feat. Nate Dogg)                     | 98      | 55       | -        | -          | Loyal to the Game                                 |
| 2004 | "Groupie Love" (com Snoop Dogg & Warren G)                         | -       | 48       | 24       | -          | The Hard Way                                      |
| 2004 | "So Fly" {com Snoop Dogg & Warren G)                               | -       | -        | -        | -          | The Hard Way                                      |
| 2005 | "Hush is Coming" (Hush feat. Nate Dogg)                            | -       | -        | -        | -          | Bulletproof                                       |
| 2005 | "I Need a Light" (Warren G feat. Nate Dogg)                        | 34      | -        | -        | 4          | In the Mid-Nite Hour                              |
| 2005 | "Real Soon" (Tha Dogg Pound feat. Nate Dogg)                       | -       | -        | -        | -          | Welcome to tha Chuuuch: Da Album                  |
| 2005 | "Shake That" (Eminem feat. Nate Dogg)                              | 6       | -        | -        | 28         | Curtain Call: The Hits                            |
| 2006 | "Have a Party" (Mobb Deep feat. 50 Cent & Nate Dogg)               | -       | 49       | 23       | -          | Blood Money / Get Rich or Die Tryin' (soundtrack) |
| 2007 | "Boss' Life [Remix]" (Snoop Dogg feat. Nate Dogg)                  | -       | 65       | -        | -          | Tha Blue Carpet Treatment                         |

## Participações
- "Gangsta Nation" (Westside Connection part. Nate Dogg)
- "How Long will they Mourn Me?" (Tupac Shakur part. Thug Life e Nate Dogg)
- "Bitch Please 2" (Eminem part. Dr. Dre, Snoop Dogg, Xzibit, e Nate Dogg)
- "The Next Episode" (Dr. Dre part. Snoop Dogg e Nate Dogg)
- "Xxplosive" (Dr. Dre part. Kurupt e Nate Dogg)
- "Area Codes" (Ludacris part. Nate Dogg)
- "Thugs Get Lonely Too" (Tupac Shakur part. Nate Dogg)
- "Till I Collapse" (Eminem part. Nate Dogg)
- "21 Questions" (50 Cent part. Nate Dogg)
- "Never Enough" (Eminem part. 50 Cent e Nate Dogg)
- "Til The End" (Lloyd Banks part. Nate Dogg)
- "My Name" (Xzibit part. Eminem e Nate Dogg)
- "Shake That" (Eminem part. Nate Dogg)
- "Skandalouz" (Tupac Shakur part. Nate Dogg)
- "All About U" (Tupac Shakur part. Nate Dogg, Snoop Dogg & Outlawz)
- "Aint No Fun (If The Homies Cant Have None)" Snoop Dogg part. Nate Dogg, Warren G & Kurupt)
- "Dump" (Mobb Deep part. Nate Dogg)
- "Sammy Da Bull" (Proof part. Nate Dogg & Swifty McVay)
- "Oh No" (Mos Def, Pharoahe Monch, & Nate Dogg)
- "Have A Party" (Mobb Deep part. 50 Cent & Nate Dogg)
- "Regulate" (Warren G part. Nate Dogg)
- "Where I'm From" (The Game part. Nate Dogg)
- "If We" (Mariah Carey part. Ja Rule & Nate Dogg)
- "What Would You Do?" (Shade Sheist part. Nate Dogg & Mariah Carey)
- "Cali Diseaz" (Shade Sheist part. Nate Dogg)
- "The Set Up" (Obie Trice part. Nate Dogg)
- "Look In My Eyes" (Obie Trice part. Nate Dogg)
- "All My Life" (Freeway part. Nate Dogg)
- "I Like It" Mr. (Capone-E part.g Nate Dogg)
- "Black Mercededes (DJ Quik part. Nate Dogg)
- "Child of the Night(Ludacris part. Nate Dogg)
- "Crazy" (Snoop Dogg part. Nate Dogg)

## Filmografia
| Ano         | Filme                       | Papel     | Notas                                                    |
| ----------- | --------------------------- | --------- | -------------------------------------------------------- |
| 2002        | The Transporter             | Ele mesmo | sua canção "I Got Love" foi colocada no filme            |
| 2002 - 2003 | Doggy Fizzle Televizzle     | Ele mesmo | como cantor da musica "The Braided Bunch" para o desenho |
| 2003        | Head of State               | Ele mesmo | como cantor e compositor do tema                         |
| 2003        | Need for Speed: Underground | Ele mesmo | sua musica "Keep it Comin" foi adicionada ao jogo        |
| 2008        | The Boondocks               |           |                                                          |